# (2771) Polzunov
(2771) Polzunov est un astéroïde de la ceinture principale.

## Description
(2771) Polzunov est un astéroïde de la ceinture principale. Il fut découvert le 26 septembre 1978 à Naoutchnyï par Lioudmila Jouravliova. Il présente une orbite caractérisée par un demi-grand axe de 2,68 UA, une excentricité de 0,23 et une inclinaison de 13,9° par rapport à l'écliptique.

## Compléments